# الأستاذ يعرف أكثر (فلم)
الأستاذ يعرف أكثر هو فيلم جريمة مصري من إخراج أحمد السبعاوي وبطولة فريد شوقي، بوسي، فاروق الفيشاوي وعماد رشاد، صدر الفيلم في 23 سبتمبر 1985.

## نبذه
تهرب مشتهى من بلدتها بعد أن يعتدي أحد الأهالي عليها، وتتوطد علاقتها بسائق التاكسي زكي، يعجب بها رجل الأعمال الثري صادق ويشجعها زكي على الموافقة على الزواج منه حتى يستوليا على ثروته، يصاب صادق بالشلل عندما يكتشف خيانتها، ويفشل العاشقان في معرفة طريقة فتح الخزانة من صادق، فيقرران قتله.

## طاقم العمل
- فريد شوقي بدور صادق
- بوسي بدور مشتهي
- فاورق الفيشاوي بدور زكي
- عماد رشاد بدور سامح

## وصلات خارجية
- مقالات تستعمل روابط فنية بلا صلة مع ويكي بيانات